# Liste der Hochhäuser in Nebraska
In der Liste der Hochhäuser in Nebraska werden die Hochhäuser im US-Bundesstaat Nebraska ab einer strukturellen Höhe von 50 Metern aufgezählt. Das bedeutet die Höhe bis zum höchsten Punkt des Gebäudes ohne Antenne.

## Auflistung der Hochhäuser nach Höhe
| Nr. | Name                          | Stadt        | Höhe    | Etagen | Baujahr | Status |
| --- | ----------------------------- | ------------ | ------- | ------ | ------- | ------ |
| 1.  | First National Bank Tower     | Omaha        | 193,3 m | 45     | 2002    | Erbaut |
| 2.  | Woodmen Tower                 | Omaha        | 145,7 m | 30     | 1969    | Erbaut |
| 3.  | Nebraska State Capitol        | Lincoln      | 121,2 m | 22     | 1932    | Erbaut |
| 4.  | Masonic Manor                 | Omaha        | 97,5 m  | 22     | 1963    | Erbaut |
| 5.  | Union Pacific Center          | Omaha        | 96,6 m  | 19     | 2004    | Erbaut |
| 6.  | First National Center         | Omaha        | 89,9 m  | 22     | 1971    | Erbaut |
| 7.  | Mutual of Omaha Building      | Omaha        | 86,9 m  | 14     | 1970    | Erbaut |
| 8.  | AT&T Building                 | Omaha        | 80,8 m  | 16     | 1919    | Erbaut |
| 9.  | US Bank Building              | Lincoln      | 79,8 m  | 19     | 1970    | Erbaut |
| 10. | Northern Natural Gas Building | Omaha        | 79,3 m  | 19     | 1957    | Erbaut |
| 11. | 1200 Landmark Center          | Omaha        | 77,7 m  | 15     | 1990    | Erbaut |
| 12. | Qwest Building                | Omaha        | 76,2 m  | 16     | 1980    | Erbaut |
| 13. | Doubletree Hotel              | Omaha        | 72,5 m  | 19     | 1970    | Erbaut |
| 14. | Lied Transplant Center        | Omaha        | 70 m    | 15     | 1999    | Erbaut |
| 15. | Orpheum Tower                 | Omaha        | 67,1 m  | 16     | 1910    | Erbaut |
| 16. | Central Park Plaza I & II     | Omaha        | 64,7 m  | 16     | 1982    | Erbaut |
| 17. | Kiewit Plaza                  | Omaha        | 64 m    | 15     | 1961    | Erbaut |
| =   | Farnam 1600                   | Omaha        | 64 m    | 14     | 1917    | Erbaut |
| 19. | Westbrook Tower Apartments    | Omaha        | 63,1 m  | 17     | 1966    | Erbaut |
| 20. | Commercial Federal Tower      | Omaha        | 61 m    | 15     | 1976    | Erbaut |
| 21. | Jackson Tower                 | Omaha        | 57,3 m  | 14     |         | Erbaut |
| 22. | Saint Francis Medical Center  | Grand Island | 55,3 m  | 9      | 2007    | Erbaut |
| 23. | Omaha National Bank Building  | Omaha        | 54,9 m  | 11     | 1889    | Erbaut |
| 24. | Brandeis Building             | Omaha        | 54,6 m  | 10     | 1905    | Erbaut |
| 25. | Kensington Tower              | Omaha        | 54,3 m  | 13     | 1919    | Erbaut |
| 26. | Northwestern Bell Building    | Omaha        | 51,2 m  | 12     | 1957    | Erbaut |
| 27. | Sharp Tower                   | Lincoln      | 50,6 m  | 16     | 1927    | Erbaut |
| 28. | Saint Joseph Tower            | Omaha        | 50 m    | 13     | 1962    | Erbaut |
| =   | Electric Building             | Omaha        | 50 m    | 8      | 1921    | Erbaut |